# Copelatus striatellus
Copelatus striatellus är en skalbaggsart som beskrevs av Karl Henrik Boheman 1848. Copelatus striatellus ingår i släktet Copelatus och familjen dykare. Inga underarter finns listade i Catalogue of Life.